# Quinta dimensión (programa de radio)
Quinta dimensión es un programa de Radio Nacional de España que se emitió entre 1975 y 1976 dedicado al misterio y a los temas paranormales. Es uno de los programas pioneros de este tipo en la radio española y reunió a algunas de las figuras más célebres de la época en torno a ese tema. Dirigido y realizado por Domingo Almendros (salvo algunas colaboraciones de Rafael Samaniego), los guiones son de Juan José Plans (que más tarde dirigiría y guionizaría el programa La vuelta al mundo en 80 enigmas) y cuenta con la colaboración especial del periodista Joaquín Grau, famoso por su relación con la divulgación de las caras de Bélmez.

## Formato y colaboradores
Cada programa comienza con una dramatización (lo que llaman "supuestos dramáticos") de alguna historia relacionada con el tema a tratar interpretada por la compañía de actores de RNE. Después se mezclan reportajes a cargo de Sagrario Sala con preguntas y respuestas a diferentes personas que no se acreditan y un coloquio con el psiquiatra Luis Ramírez Ruiz y el psicólogo Remigio Pieruz, que llegó a ser líder de los rosacruces en España. En algunos de los programas cuentan con la participación de algún otro experto o colaborador especial, como Narciso Ibáñez Serrador, que narró su experiencia en la isla de Pascua; el historiador y arqueólogo Antonio Blanco Freijeiro para hablar de las pirámides; el ufólogo Antonio Ribera, el escritor J.J.Benítez o el parapsicólogo jesuita Óscar González Quevedo.
Los actores y narradores que pusieron sus voces en las dramatizaciones del programa son: Pilar Quintana, Roberto Cruz, Elena Arnau, Rosa María Alfonso, Víctor Petit, Tina Barriuso, Luis Alonso, Alicia Sainz de la Maza, Emilio Lahera, María Dolores Díaz, Pablo Jiménez, Antonio Moreno, Aníbal Vela, José Antonio Genís, José María del Val, María Victoria Durá, Alfonso Gallardo, Mari Carmen Mora, Margarita Esteban, Alberto Alonso, Rafael Naranjo, Joaquín Dicenta, José Santoncha, José Lahoz, Lola Villaespesa, Máximo Martín Ferrer, Enrique Rincón, Miguel Pastor Mata, Luis Alonso, Fernando Gómez Herranz, Carlos Alberti, Carlos del Pino, Enrique Cazorla, Pedro Rodríguez de Quevedo, José Antonio Ferrer, Fernando Chinarro, Jaime Segura, Francisco Seriñán, Luis Zamora, Francisco Cano, Marta María Goçalves, José María Ruano, José María Rupérez, Emilio Calle, Aurora Vicente, Elena Espejo y Félix Sánchez.